# 艾拉·纽伯尔
艾拉·纽伯尔（英語：Ira Newble，1975年1月20日—），出生于密歇根州底特律，美国职业篮球运动员。

## 早年生涯
纽伯尔1993年毕业于密歇根州的Southfield高中，随后进入迈阿密大学打球。在大学三年级时取得场均6.4分和5.2个篮板，四年级时拿到了场均11.2分，7.5个篮板和1.2次助攻的数据，并且获得了美国All-Mid分区最佳球员的提名。

## NBA时期
他在加盟现球队之前还效力过圣安东尼奥马刺队、亚特兰大鹰队和克利夫兰骑士队。

## 争议活动
艾拉·纽伯尔组织了一场NBA球员中的征集签名活动，用于抗议中国政府插手达尔富尔问题，并递交抗议信至中国政府以及北京奥运组委会。纽伯尔之所以关注这一事件，其中一个原因为他是原籍苏丹的非洲裔美国人。